# Shorea submontana
Shorea submontana är en tvåhjärtbladig växtart som beskrevs av Symington. Shorea submontana ingår i släktet Shorea och familjen Dipterocarpaceae. Inga underarter finns listade i Catalogue of Life.